# Phrynopus paucari
Phrynopus paucari är en groddjursart som beskrevs av Lehr, Lundberg och Aguilar 2005. Phrynopus paucari ingår i släktet Phrynopus och familjen Strabomantidae. IUCN kategoriserar arten globalt som otillräckligt studerad. Inga underarter finns listade i Catalogue of Life.